# Aeroportul Paranaguá
Aeroportul Paranaguá (IATA: PNG, ICAO: SSPG) este un aeroport din Paraná, Brazilia ce deservește zona Paranaguá. Aeroportul a fost tranzitat în 2020 de 102 pasageri. A fost numit după zona deservită.
Situat la o altitudine de 5 m, aeroportul dispune de 1 pistă. Este operat de Paranaguá.

## Infrastructură

### Piste
Aeroportul dispune de o singură pistă. Pista 6/24 are suprafața de asfalt și dimensiunile 1.455 m × 30 m. 